# Bengaard Peak
Bengaard Peak är en bergstopp i Antarktis. Den ligger i Östantarktis. Nya Zeeland gör anspråk på området. Toppen på Bengaard Peak är 2 110 meter över havet, eller 326 meter över den omgivande terrängen. Bredden vid basen är 1,2 km.
Terrängen runt Bengaard Peak är kuperad västerut, men österut är den platt. Trakten är obefolkad. Det finns inga samhällen i närheten.